# ジョン・プロクター (セイラム魔女裁判)
ジョン・プロクター（英語: John Proctor, 1632年3月30日 – 1692年8月19日）は、マサチューセッツ湾植民地の地主。彼はジョン・プロクター・シニア（1594年 - 1672年）とマーサ・ハーパー(1607年 - 1667年)の息子だった。彼は1692年8月19日、マサチューセッツ湾植民地のセイラム村で、セイラム魔女裁判中に魔女術を使った疑いで告発されて有罪判決を受け、絞首刑となった。
セイラム魔女裁判を題材としたアーサー・ミラーの戯曲『るつぼ』、およびそれを原作とした1957年の映画『サレムの魔女』、1996年の映画『クルーシブル』では主人公に設定されている。

## 告発と裁判
告発は最初に彼の3番目の妻エリザベスに向けられた。妻を守るために、ジョンが告発者に対する疑念を口にすると、今度は彼に指が指された。アビゲイル・ウィリアムズがジョン・プロクターの主要告発者だったが、メアリー・ウォルコットと、かつて使用人だったメアリー・ウォーレンによっても指名された。